# J'ai tué pour elle
J'ai tué pour elle (A Dame to Kill For) est le second volet de la série de comics Sin City de Frank Miller. Il a été publié dès novembre 1994 aux États-Unis par Dark Horse Comics et en France par Rackham en octobre 2002.

## Résumé
Ava, une femme fatale rode dans Basin City, la ville du péché... La mante religieuse a choisi sa proie : son mari, un homme trop crédule, dont elle se débarrassera rapidement après pour s'emparer de sa fortune... Elle demandera de l'aide à un certain Dwight McCarthy, son ancien amant, pour se débarrasser de son mari, soi-disant car il est violent avec elle...

## Personnages présents
- Bob
- Nancy Callahan
- Gail
- Ava Lord
- Manute
- Marv
- Dwight McCarthy
- Miho
- Mort
- Shellie

## Distinctions
- Prix Eisner 1995 : meilleure mini-série

## Adaptation cinématographique
Ce second tome est l'une des parties de l'intrigue du film Sin City : J'ai tué pour elle (2014), préquelle au film Sin City réalisé en 2005 par Robert Rodriguez et Frank Miller. Mickey Rourke reprend son rôle de Marv et Dennis Haysbert incarne Manute. Quant à la femme fatale citée plus haut, elle est jouée par Eva Green.

### Documentation
- Florent Couao-Zotti, « Sexe, Violence et Chaise électrique », 9e Art, no 1,‎ janvier 1996, p. 132.